# 翁心源
翁心源（1912年5月—1970年4月22日），中国石油工程师，尤擅长管道设计，有“中国输油第一人”之称。

## 生平
浙江宁波鄞县人，是地质学家翁文灏的长子。曾任中华人民共和国石油部总工程师。抗日战争时期曾编写有印度至中国陆上管道设计的方案（全英文），用于石油运输，但并没有建成。曾被资源委员会遣派，赴美国考察石油工业。是中国石油公司上海炼油厂建厂委员会委员，并任副主任委员。
文化大革命期间受到冲击。1970年，在湖北潜江五七干校被连续批斗三天后，落水溺亡，享年五十八岁。翁心源去世对暮年的翁文灏有很大打击，其作有“悲怀”题的诗十余首。